# Judith Merril
Judith Merril (Boston, 1923. január 21. – Toronto, 1997. szeptember 12.) amerikai sci-fi-szerző.

## Élete
Az apja halála után 1936-ban az anyja a Bronxba költözött vele. 1939-ig iskolaba járt.
1968- Kanadába  költözött és 1976-ban a kanadai állampolgárságot kapott.

## Bibliográfia
Regények
- Shadow on the Hearth (1950)
- Outpost Mars (1952, C. M. Kornbluthtal mint Cyril Judd)
- Gunner Cade (1952, C. M. Kornbluthtal mint Cyril Judd)
- The Tomorrow People (1960)

Novellagyűjtemények
- Out of Bounds: Seven Stories (1960)
- Daughters of Earth and Other Stories (1968)
- Survival Ship and Other Stories (1973)
- The Best of Judith Merril (1976)
- Homecalling and Other Stories: The Complete Solo Short SF of Judith Merril (2005)

Novellák
- That Only a Mother (1948)
- Death Is the Penalty (1949)
- Barrier of Dread (1950)
- Survival Ship (1951)
- Woman's Work Is Never Done! (1951)
- The Robot, the Girl, the Poet, and the Android (1952, Stück, Fritz Leiberrel és Fredric Brownnal)
- I Could Kill You! (1952)
- Hero's Way (1952)
- Daughters of Earth (1952)
- Whoever You Are (1952)
- A Little Knowledge (1953)
- So Proudly We Hail (1953)
- A Big Man with the Girls (1953,  Frederik Pohllal, mint Judith Merril és James MacCreigh)
- Sea-Change (1953, C. M. Kornbluthtal mint Cyril Judd)
- Peeping Tom (1954)
- Rain Check (1954)
- Stormy Weather (1954)
- Dead Center (1954)
- Pioneer Stock (1955)
- Project Nursemaid (1955)
- Exile from Space (1956)
- Homecalling (1956)
- The Lady Was a Tramp (1957, mint Rose Sharon)
- A Woman of the World (1957)
- Wish Upon a Star (1958)
- Death Cannot Wither (1959)
- The Deep Down Dragon (1961)
- The Shrine of Temptation (1962)
- The Lonely (1963)
- In the Land of Unblind (1974)
- The Future of Happiness (1979)

## Literatur
- Hans Joachim Alpers, Werner Fuchs, Ronald M. Hahn, Wolfgang Jeschke: Lexikon der Science Fiction Literatur. Heyne, München 1991, ISBN 3-453-02453-2, S. 722 f.
- Stephen H. Goldman: Merril, Judith. In: James Gunn: The New Encyclopedia of Science Fiction. Viking, New York u. a. 1988, ISBN 0-670-81041-X, S. 308 f.
- Elizabeth Anne Hull: Merril, Judith. In: Noelle Watson, Paul E. Schellinger: Twentieth-Century Science-Fiction Writers. St. James Press, Chicago 1991, ISBN 1-55862-111-3, S. 556 f.

## Fordítás
- Ez a szócikk részben vagy egészben  a   Judith Merril című német Wikipédia-szócikk fordításán alapul.  Az eredeti cikk szerkesztőit annak laptörténete sorolja fel. Ez a jelzés csupán a megfogalmazás eredetét és a szerzői jogokat jelzi, nem szolgál a cikkben szereplő információk forrásmegjelöléseként.